# Old Harbor (Rhode Island)

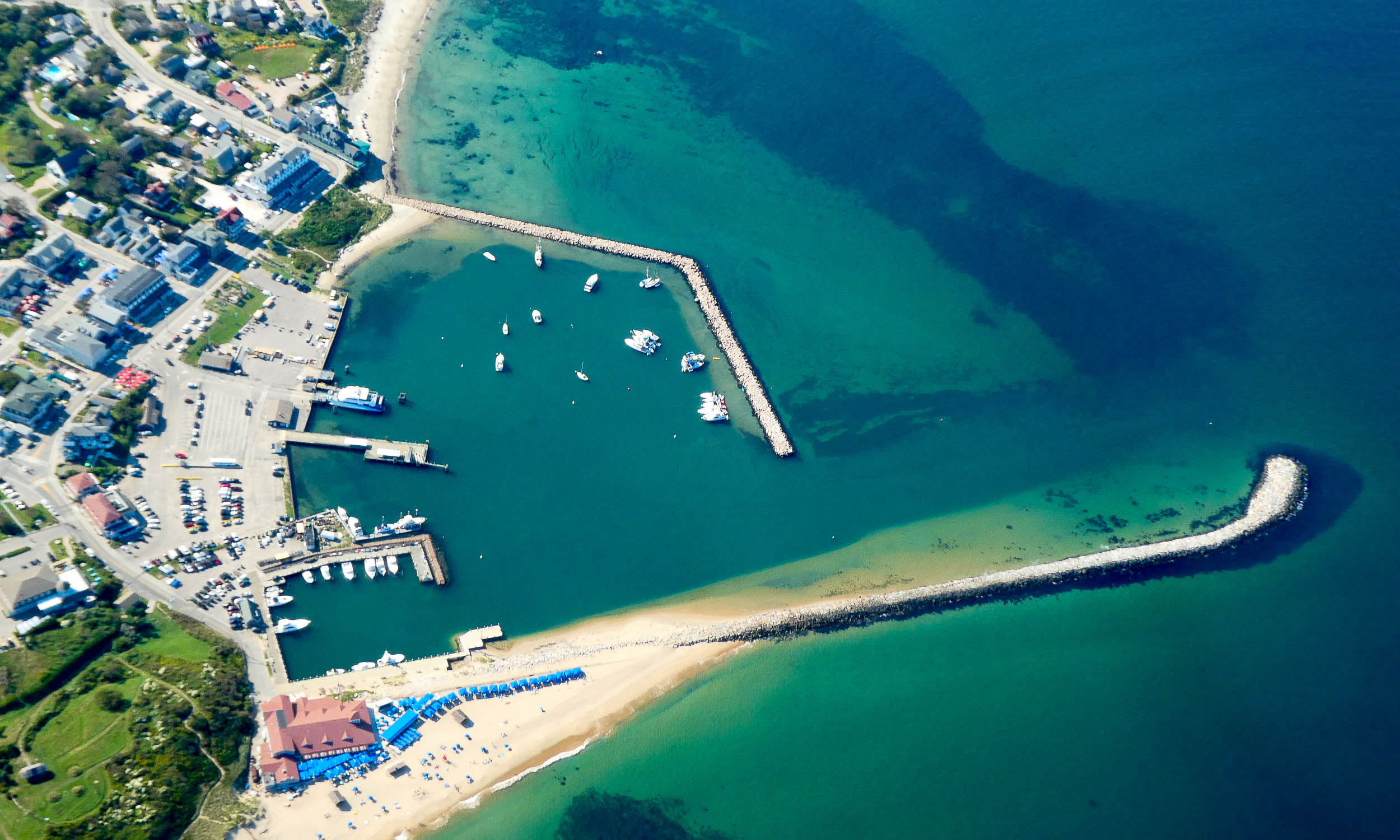
Luftaufnahme des Old Harbor, Block Island, Rhode Island

Old Harbor ist der Haupthafen der Insel Block Island im US-Bundesstaat Rhode Island. Er befindet sich an der Ostküste der Insel und ist das wichtigste Eingangstor für Besucher und Waren.

## Geographie und Lage
Der Old Harbor befindet sich an der Ostküste von Block Island, einer Insel im US-Bundesstaat Rhode Island. Block Island liegt etwa 16 Kilometer südlich der Küste des Festlandes, nahe der Einfahrt zur Narragansett Bay. Die Insel hat eine birnenförmige Gestalt, ist etwa 11 Kilometer lang und bis zu 5 Kilometer breit, mit einer Gesamtfläche von 25,211 Quadratkilometern.
Old Harbor ist der Haupthafen der Insel und liegt im Zentrum der Stadt New Shoreham an der Ostseite. Er dient als wichtigster Anlegepunkt für Fähren, die die Hauptverbindung zum Festland darstellen. Die geographische Lage des Old Harbor an der Ostküste bietet einen natürlichen Schutz vor den vorherrschenden Westwinden. Dies macht ihn zu einem geeigneten Anlaufpunkt für Schiffe, insbesondere für die regelmäßig verkehrenden Fähren.

## Geschichte
Old Harbor entstand in den 1870er-Jahren durch den Bau eines Wellenbrechers an der Ostseite von Block Island. Dieser Wellenbrecher wurde von der US-Regierung zwischen 1870 und 1873 errichtet, größtenteils unter Mithilfe der Inselbewohner. Die Schaffung dieses künstlichen Hafens war ein entscheidender Wendepunkt in der Entwicklung Block Islands.
Vor der Errichtung des Hafens gab es auf Block Island keine natürliche Anlegestelle. Die ersten europäischen Siedler, die 1661 auf die Insel kamen, mussten improvisierte Landeplätze nutzen. Im Jahr 1705 wurde ein erster Pier am Fuße der heutigen Dodge Street gebaut, der jedoch den rauen Bedingungen nicht lange standhielt.
Mit der Fertigstellung des Wellenbrechers begann eine Phase intensiver Bautätigkeit und touristischer Erschließung in Old Harbor. Von 1875 bis in die 1890er-Jahre wurden zahlreiche viktorianische Hotels und Geschäfte errichtet. Diese Entwicklung machte Old Harbor zum Zentrum des aufkommenden Tourismus auf Block Island.
Zu den bedeutenden Bauwerken, die in dieser Zeit entstanden, gehörten:
- Das Ocean View Hotel, erbaut um 1872 von Nicholas Ball, einem Inselbewohner, der in Kalifornien zu Reichtum gekommen war. Es galt als eines der größten Hotels in Neuengland und konnte über 500 Gäste beherbergen.
- Das Surf Hotel von 1876.
- Das Union Hotel von 1883.
- Das New National Hotel von 1888.

Die architektonische Gestaltung dieser Gebäude orientierte sich oft am Second-Empire-Stil, der durch das Ocean View Hotel populär wurde.
Im Jahre 1974 wurde der Old Harbor Historic District in das National Register of Historic Places aufgenommen. Der Distrikt umfasst 42 historisch bedeutsame Gebäude entlang der Spring, High und Water Streets sowie Teile der Main Street.
Die Entwicklung von Old Harbor hatte weitreichende Folgen für die gesamte Insel. Der Hafen ermöglichte es größeren Dampfschiffen, Block Island anzulaufen, was zu einem deutlichen Anstieg des Tourismus führte. In der Folge übernahm das Hafenviertel die dominierende Rolle auf der Insel vom alten Stadtzentrum und entwickelte sich zu einem der führenden Küstenresorts der Vereinigten Staaten.

## Infrastruktur und Nutzung
Der Old Harbor verfügt über begrenzte Ankermöglichkeiten westlich der Fähranlegestelle. Das Ankern ist in bestimmten Bereichen eingeschränkt, beispielsweise innerhalb von 30,5 Metern (100 Fuß) von kommerziellen Docks oder 15,2 Metern (50 Fuß) von ankernden Schiffen oder dem Fahrwasser.
Die Stadt betreibt eine kleine Marina mit etwa 30 Liegeplätzen, die nach dem Prinzip „first come, first served“ vergeben werden. Für Transitliegeplätze und ihre Stromnutzung gelten je nach Saison unterschiedliche Gebühren.
Der Old Harbor bietet keine Treibstoffversorgung, keinen Dinghyanleger und keine Mietbojen. Sanitäranlagen, einschließlich Duschen, sind am Dock verfügbar. Ein kostenloser Abpumpservice wird für alle Schiffe im Hafen angeboten.
Der Hafen wird von der Hafenbehörde von New Shoreham verwaltet. Der Hafenmeister ist über UKW-Kanal 12 oder telefonisch erreichbar. Die Behörde reguliert die Nutzung des Hafens und setzt lokale Verordnungen sowie staatliche und bundesstaatliche Gesetze durch.
Der Old Harbor dient verschiedenen Zwecken, darunter:
- Fährverkehr: Als Hauptanlegestelle für Fähren spielt er eine zentrale Rolle für den Personenverkehr zur und von der Insel.[4]
- Kommerzielle Fischerei: Der Hafen bietet Liegeplätze für kommerzielle Fischereifahrzeuge.
- Freizeitschifffahrt: Transitliegeplätze stehen für Freizeitboote zur Verfügung.[4]
- Charterboote: Spezielle Liegeplätze sind für Charterboote vorgesehen.

Der Old Harbor ist von großer wirtschaftlicher Bedeutung für Block Island. Seine zentrale Lage im Stadtzentrum macht ihn zu einem Knotenpunkt für Tourismus und lokale Geschäftsaktivitäten. Die Nähe zu Geschäften, Restaurants und Sehenswürdigkeiten fördert den Tourismus und unterstützt die lokale Wirtschaft.

## Bedeutung für den Tourismus
Der Hafen bietet verschiedene Möglichkeiten für Besucher:
- Anlegestellen: Es gibt Liegeplätze für Transitboote, Charter- und Handelsschiffe. Die Gebühren variieren je nach Saison und Bootsgröße.
- Tagesausflüge: Touristen können den Hafen für kurze Besuche nutzen, wobei spezielle Tarife für stündliche und tägliche Nutzung angeboten werden.
- Fischerei: Der Hafen bietet Anlegestellen für kommerzielle und Charter-Fischerboote, was Anglertourismus ermöglicht.
- Serviceeinrichtungen: Besuchern stehen Dienstleistungen wie Abfallentsorgung, Abpumpservice für Boote und Duschen zur Verfügung.

Old Harbor ist ein wichtiger Wirtschaftsfaktor für Block Island. Die zahlreichen viktorianischen Gebäude, die den Hafen umgeben, beherbergen heute Geschäfte, Restaurants und Unterkünfte, die stark vom Tourismus profitieren. Die Lage des Hafens im Stadtzentrum fördert den Einzelhandel und die Gastronomie in der unmittelbaren Umgebung.
Die touristische Aktivität in Old Harbor unterliegt starken saisonalen Schwankungen. Dies spiegelt sich in der Preisstruktur für Bootsliegeplätze wider, die in der Hochsaison (14 Tage vor Memorial Day bis zum Columbus Day) deutlich höher ist als in der Nebensaison.
Trotz seiner Bedeutung für den Tourismus ist Old Harbor Teil der Bemühungen um nachhaltigen Tourismus auf Block Island. Etwa ein Drittel der Insel steht unter Naturschutz, was auch Auswirkungen auf die Entwicklung und Nutzung des Hafengebiets hat.

## Schutz und Erhaltung
Die Old Harbor Task Force wurde gegründet, um den Stadtrat und den Stadtmanager von New Shoreham bei der Planung und Umsetzung von landschaftlichen, ästhetischen und öffentlichen Dienstleistungsverbesserungen im Gebiet um den Old Harbor zu beraten und zu unterstützen. Diese Task Force spielt eine zentrale Rolle bei der Koordination und Umsetzung von Schutzmaßnahmen.
Der Old Harbor Historic District umfasst 42 Gebäude und erstreckt sich über 175 Acres (71 Hektar). Die Aufnahme in das National Register of Historic Places im Jahr 1974 unterstreicht die historische Bedeutung des Gebiets und bietet einen rechtlichen Rahmen für den Schutz und die Erhaltung der historischen Strukturen.
Die Block Island Conservancy, gegründet 1972, und The Nature Conservancy haben erhebliche Anstrengungen unternommen, um die natürliche Umwelt von Block Island zu schützen. Zusammen verwalten sie über 2000 Acres an Lebensräumen für Wildtiere und bieten Bildungsprogramme sowie wissenschaftliche Forschung an. Diese Organisationen spielen eine wichtige Rolle bei der Erhaltung der natürlichen Schönheit und der ökologischen Integrität von Block Island, einschließlich des Gebiets um Old Harbor.
Eine der größten Herausforderungen für den Old Harbor ist die Küstenerosion, die durch den Klimawandel verschärft wird. Historische Gebäude und Infrastrukturen sind durch steigende Meeresspiegel und stärkere Stürme gefährdet. Die Verlagerung des Southeast Light im Jahr 1993 um 245 Fuß von den erodierenden Klippen ist ein Beispiel für die Maßnahmen, die ergriffen werden müssen, um historische Strukturen zu schützen.
Die Stadt New Shoreham hat eine Nachhaltigkeitsstudie in Auftrag gegeben, um langfristige Strategien für den Erhalt und die nachhaltige Entwicklung von Block Island zu entwickeln. Diese Studie wird voraussichtlich Empfehlungen zur Anpassung an den Klimawandel und zur Minimierung der Umweltauswirkungen des Tourismus enthalten.